# سنگ‌نوشته پارسی باستان پلکان کاخ آپادانای تخت جمشید
سنگ‌نوشته پارسی باستان پلکان کاخ آپادانای تخت جمشیددر دو سری و در جبهه غربی پلکان شمالی و جبهه جنوبی پلکان شرقی کاخ آپادانا قرار گرفته‌است. مفاد این کتیبه که به خط میخی پارسی باستان است، در سنگ‌نوشته ایلامی و بابلی پلکان کاخ آپادانای تخت جمشید نیز (که در جبهه شمالی پلکان شرقی قرار دارد) تکرار شده‌است.